# مولفاد
مولفاد (بالإنجليزية: Mullvad)‏ هو مزود شبكة خاصة افتراضية (في بي إن) ومقره السويد. إنه يلتزم بسياسة صارمة لعدم الاحتفاظ بالسجلات وسياسة خصوصية شاملة للغاية. لا تجمع مولفاد أي معلومات منك عند التسجيل. بدلاً من ذلك ، يتم إنشاء رقم عشوائي واستخدامه كمعرف خاص بك. تدعم اوبن في بي إن و وايرجارد. ويدعم أيضًا قفزات خادم متعددة مع ميزة التجسير. تقدم مولفاد خدمة جيدة للغاية مع تركيز قوي على الخصوصية.

## التاريخ
تم إطلاق مولفاد في مارس 2009 بواسطة اماجيكوم إيه بي.
بدأت مولفاد في دعم الاتصالات عبر بروتوكول اوبن في بي إن في عام 2009. كان مولفاد من أوائل المتبنين والمؤيدين لبروتوكول وايرجارد ، حيث أعلن عن توفر بروتوكول شبكة خاصة افتراضية الجديد في مارس 2017 ، وقدم «تبرعًا سخيًا» لدعم تطوير وايرجارد بين يوليو وديسمبر 2017.
في أكتوبر 2019 ، دخلت مولفاد في شراكة مع موزيلا. وفقًا لموزيلا ، فإن خدمة شبكة خاصة افتراضية القادمة ، موزيلا في بي إن ، ستستخدم خوادم مولفاد ووايرجارد.
في أبريل 2020 ، دخلت مولفاد في شراكة مع مالواربيتس وتوفر خوادم وايرجارد لخدمة شبكة خاصة افتراضية الخاصة بهم ، خصوصية مالواربيتس.

## الخدمة

### السرعة
تم إجراء الاختبار باستخدام اوبن في بي إن عبر بروتوكول حزم بيانات المستخدم. فيما يلي متوسط القيم لكل منطقة:
- أمريكا الشمالية : 157 ميجابت في الثانية
- آسيا: 34 ميجابت في الثانية
- أوروبا: 77 ميجابت في الثانية

### الخصوصية والخوادم
يقع مقر مولفاد في السويد. السويد هي جزء من تحالف العيون الـ 14. وهذا يعني أن وكالات الاستخبارات في الدول المشاركة تشارك المعلومات الاستخباراتية (بما في ذلك بيانات المراقبة) مع بعضها البعض. وهذا يجعل بعض مستخدمي شبكة خاصة افتراضية (في بي إن) غير مرتاحين. تمتلك مولفاد خوادم في 36 دولة حول العالم. هذا عرض لائق ، لكنه أقل بكثير من متوسط 52 دولة الذي رأيناه بين المنافسين. لا تمتلك مولفاد أيضًا تنوعًا هائلاً بين عروض الخوادم الخاصة بها ، مع وجود دولة واحدة فقط في أمريكا الجنوبية ولا توجد تغطية في كل إفريقيا - وهي قارة غالبًا ما تتجاهلها شركات شبكة خاصة افتراضية (في بي إن).